# Andaspis betulae
Andaspis betulae är en insektsart som först beskrevs av Borchsenius 1967.  Andaspis betulae ingår i släktet Andaspis och familjen pansarsköldlöss. Inga underarter finns listade i Catalogue of Life.